# يوهانس برمان
يوهانس برمان (1707-1780) (بالإنجليزية: Johannes Burman)‏ هو عالم نبات هولندي. تخصص بورمان في نباتات سيلان وجزيرة أمبون ومستعمرة كيب. وكان هو من إقترح الاسم العلمي Pelargonium الذي أصبح اسم الجنس النباتي اللقلقي.
قام كارل لينيوس في عام 1735 برحلة عبر هولندا، وقد دعي من قبل برمان وكان حاملاً رسالة توصية من هيرمان بورهافا. وقد أعجب بورمان بكارل لينيوس الشاب وعرض عليه الإقامة في منزله على قنوات أمستردام. وطلب أن يعمل لينيوس معه ما يقرب من ستة أسابيع لاستكمال الكتاب عن نباتات سيلان.